# オースチン・A40サマーセット
オースチン・A40サマーセット (Austin A40 Somerset) は、イギリスの自動車メーカーであるブリティッシュ・モーター・コーポレーション（BMC）のオースチン部門が、1952年から1954年まで生産していた乗用車である。日本では日産自動車がノックダウン生産したことで知られる。

## 概要
1947年から生産されていたA40デヴォン（2ドアは「ドーセット」）の後継モデルで、ボディスタイルが近代化された以外は、セパレートフレームのシャシー、1,200ccエンジンとも、先代の機構を流用していた。
ボディデザインはフェンダーラインのふくらみを残した過渡的なもので、同社の大型6気筒車A70ヘリフォードと非常に良く似ていた。また、当時の欧州車にも流行していたベンチシートやコラムシフトを採用していた。4ドアセダンに加え、カーボディーズ社製の3人乗りの2ドアコンバーチブルも作られ、こちらにはセパレートシートが装備されていた。
1954年9月にA40ケンブリッジと世代交代するまでに173,306台が生産され、内7,243台がコンバーチブルだった。

## 日産製A40
1952年12月24日、BMCと日産自動車は「『オースチンA40』の組立てと国産化に関する技術提携契約」を締結。7年間の有効期限内に、年間2,000台のA40サマーセットを組み立て、国産化する計画を結んだ。1952年の時点で日本国内に1,000台以上のオースチン車が稼動しており、知名度と信用のあるブランドだったこと、部品を日産車に流用することが認められたことなどが、契約締結の背景であった。
1953年3月には横浜市鶴見区に500坪の組立工場が完成、3月4日には木箱に入った最初のCKDキットが到着、イギリス人技術者の指導のもと、5月上旬に組み立て第一号車が完成した。すぐに発表・発売され、当時の価格は112万円であった。当時の純国産車のトヨペット、プリンス、オオタと比較すると乗用車としての完成度はずば抜けており、価格も10万円程度の差であったので、特にオーナードライバー層には「だるまオースチン」として好評をもって迎えられた。
1953年9月までにタイヤ、バッテリー、平面ガラスなど209点のパーツが国産化されたが、1954年9月のA50ケンブリッジへのモデルチェンジで国産化進行は一時頓挫することとなった。日産はA40の継続生産ではなく、新しいA50ケンブリッジの早期導入を決断し、早くも1954年12月にはA50ケンブリッジの組立てを開始、1955年1月に発売した。オースチンの完全国産化という目標は、A50になって3年半後の1958年10月に達成された。